# Frémur (Saint-Briac)
Der Frémur ist ein Küstenfluss in Frankreich, der in der Region Bretagne verläuft. Er entspringt im Gemeindegebiet von Corseul, entwässert in einem Bogen von Nordost über Nord nach Nordwest, passiert den Flughafen Dinard-Pleurtuit-Saint-Malo und mündet nach rund 21 Kilometern zwischen Lancieux und Saint-Briac-sur-Mer in einem Ästuar in den Ärmelkanal. Auf seinem Weg durchquert der Frémur das Département Côtes-d’Armor und bildet in seinem Unterlauf die Grenze zum benachbarten Département Ille-et-Vilaine.
Hinweis: Nicht zu verwechseln mit dem gleichnamigen Küstenfluss Frémur der etwa 20 Kilometer weiter westlich, bei Fréhel, ebenfalls in den Ärmelkanal mündet.

## Orte am Fluss
- Pleslin-Trigavou
- Tréméreuc
- Pleurtuit